# Energie-Bildungszentrum um:welt
Die um:welt ist ein 2021 eröffnetes Energie-Bildungszentrum in Regensburg. Auf einer Ausstellungsfläche von 600 m² widmet sich das Science Center den Zusammenhängen zwischen Klima und Energie. Die um:welt ist das erste Energie-Bildungszentrum Bayerns. Betreiberin ist die Energieagentur Regensburg.
Ausgewählte Projekte im Zusammenhang mit der Energiezukunft Bayerns werden vom Bayerischen Staatsministerium als „Gestalter im Team Energiewende Bayern“ ausgezeichnet. Seit 15. März 2023 zählt auch die um:welt zu den Gestaltern im Team Energiewende Bayern.
Ziel des Energie-Bildungszentrums ist es, sowohl Kindern als auch Erwachsenen mit und ohne Vorwissen auf interaktive und verständliche Weise die wissenschaftlichen Grundlagen des Klimawandels nahezubringen und zu eigenen Klimaschutzideen anzuregen.